# Bad Ems
Bad Ems est une ville allemande dans le Land de Rhénanie-Palatinat, située des deux côtés de la rivière Lahn qui marque la frontière du Taunus et du Westerwald.
Elle est réputée de longue date comme ville d'eau.

## Histoire

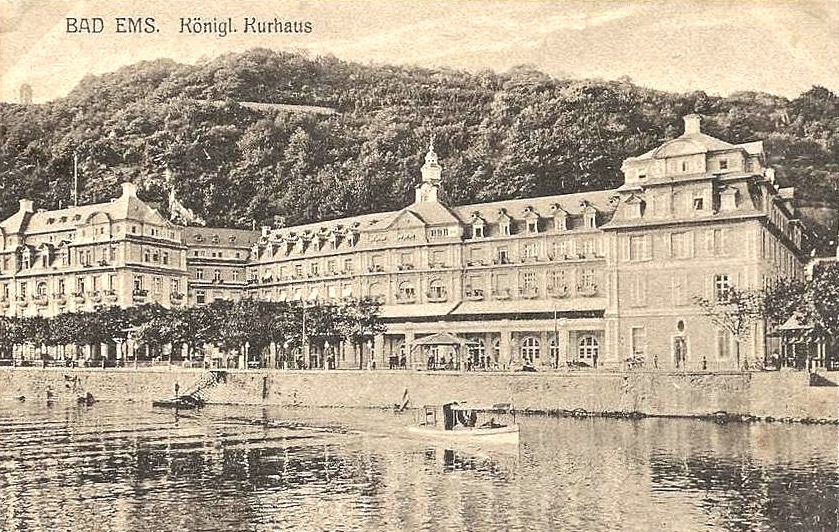
Établissement thermal de Bad Ems avant 1914.

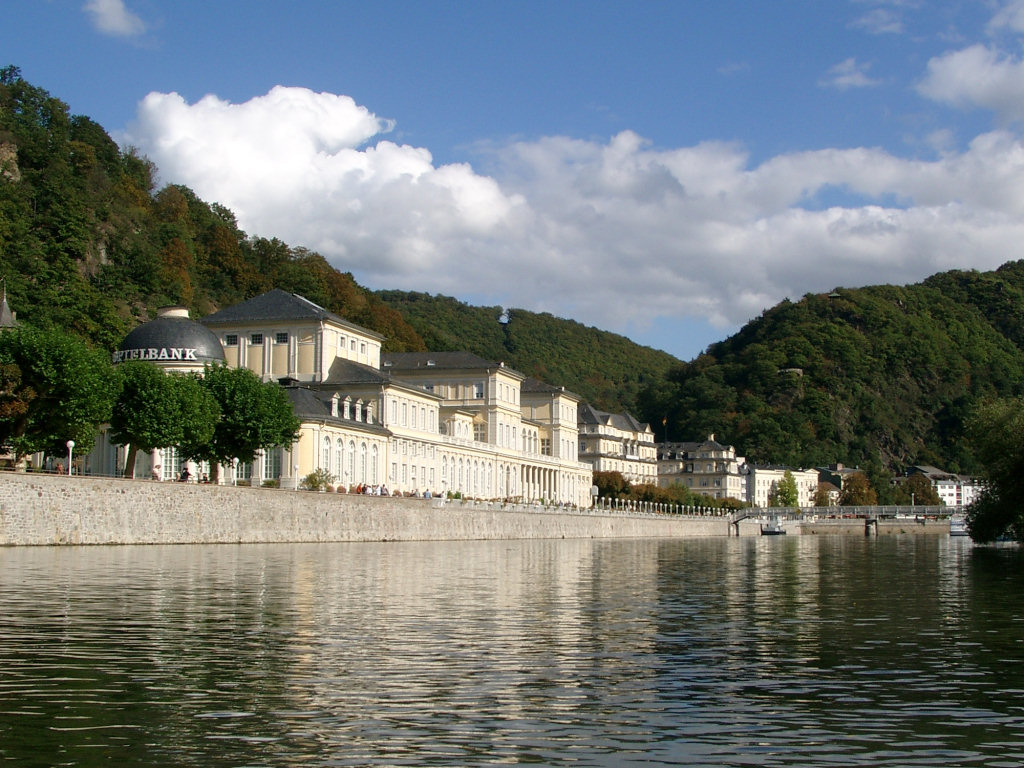
Bad Ems.

L'électorat de Mayence y possédait quelques maisons de bain sur la rive gauche. La ville, grâce à son établissement thermal, fut le lieu de villégiature de l'aristocratie européenne et des têtes couronnées allemandes ou russes pendant le XIXe siècle.
C'est de cette ville d'eau que Bismarck envoya la fameuse dépêche d'Ems qui provoqua la France et fut à l’origine de la Guerre franco-prussienne de 1870,.
En 1876, l'oukase d'Ems, interdisant l'usage de la langue ukrainienne dans l'Empire russe, y fut promulgué,.

## Patrimoine
L'UNESCO a inscrit Bad Ems le 24 juillet 2021 au patrimoine mondial dans la série « Grandes villes d'eaux d'Europe » (en allemand : bedeutende Kurstädte Europas , en anglais : Great spas of Europe).

## Visiteurs et curistes célèbres
- Frédéric-Guillaume IV de Prusse, étés 1819 et 1825
- L'empereur Alexandre II de Russie, les étés de 1838 à 1876
- Le roi Guillaume Ier de Prusse
- L'impératrice Alexandra, sœur de Guillaume Ier, les étés de 1828 à 1859
- Le Kronprinz Frédéric de Prusse, futur empereur d'Allemagne, en été 1887
- Le roi Albert de Saxe, en 1881 et 1889
- Le roi Oscar II de Suède et de Norvège, en été 1881 et en été 1894
- Le roi Léopold II de Belgique, en été 1876 et en été 1905
- Le roi Charles Ier de Wurtemberg, en 1875 et 1876
- Le roi Louis Ier de Bavière, été 1840
- Bettina von Arnim, 1842
- Charles de Bériot, entre 1863 et 1865
- Friedrich von Bodelschwingh père 1893
- Eugène Delacroix, 1830, 1850 et 1861
- Fiodor Dostoïevski, étés 1874, 1875, 1876 et 1879
- William Ewart Gladstone, été 1838
- Nicolas Gogol, étés 1843 et 1847
- Paul Heyse, étés 1896, 1897 et 1910
- Victor Hugo, été 1865
- Ferdinand Lassalle 1864
- Jenny Lind, entre 1849 et 1855
- Charles et Anna de Montalembert en juin-juillet 1842
- Jacques Offenbach, entre 1858 et 1870
- Nicolas Rimsky-Korssakov
- Clara Schumann, 1855
- Ivan Tourgueniev, été 1845
- Vassili Verechtchaguine
- Richard Wagner, été 1877
- Carl Maria von Weber 1825

## Monuments et curiosités
- L'église catholique Saint-Martin (néo-gothique, 1866-1882)
- L'église catholique Marie-Reine (XVIIe siècle)
- L'église russe de Bad Ems (1874-1876)
- Le funiculaire de la Kurwald
- La Tour de Bismarck

## Jumelage
- Cosne-Cours-sur-Loire (France) depuis 1974
- Droitwich Spa (Royaume-Uni)